# Spionen (tv-serie)
|  | For andre betydninger, se Spionen |
Spionen (tysk originaltitel: Deutschland 83 (sæson 1), Deutschland 86 (sæson 2)) er en tysk TV-serie fra 2015. Første sæson består af 8 afsnit (på DR2 vist som fire episoder i januar 2016). Hovedpersonen er Martin Rauch (Jonas Nay), der som 24-årig borger i DDR er udstationeret ved en grænsepost. Det lykkes Stasi at sende ham til Vesttyskland som hemmelig spion i 1983, hvor han arbejder som adjudant for en general med tilknytning til NATO's hovedkvarter. Ifølge manuskriptforfatteren Anna Winger stammer alle navne på de enkelte afsnit fra NATO's militærøvelser i 1983.
Serien er en samproduktion mellem AMC Networks, SundanceTV og RTL Television. Internationalt blev den distribueret af RTL Group's FremantleMedia International og den Nordamerikanske distribution blev foretaget af Kino Lorber. Serien havde premiere den 17. juni 2015, på SundanceTV i USA, hvorved den blev den første tyske TV - serie, som er blevet vist på et amerikansk TV -net.  Den blev vist på det originale sprog med engelske undertekster. Den fik først premiere i Tyskland i november 2015.
Anden sæson på ti afsnit vil være tilgængelig i Tyskland hos Amazon Prime i 2018.

## Baggrund
1983 var et af de kritiske år under den kolde krig. USA's præsident Ronald Reagan bragte forslaget om SDI ("Stjernekrigsprojektet") i spil, hvilket øgede spændingen mellem øst og vest. Det samme gjorde Sovjetunionens nedskydning af et sydkoreansk passagerfly i august '83. Alt dette førte frem til krisen i forbindelse med NATO-øvelsen Able Archer, der løb af stablen i november 1983. Øvelsen skulle foregive at Vesteuropa var blevet ramt af et atomangreb. Andropov var blandt andet på baggrund af Stasis efterretninger sikker på, at øvelsen var et maskeret forsøg på at invadere Sovjetunionen. Autentiske klip med taler af de centrale aktører er med i tv-serien, hvilket bidrager til at give den et autentisk præg.

## Handling
Ingrid Rauch, der bor i Kleinmachnow, DDR er alvorligt syg af en nyrelidelse og har brug for en transplantation. Hendes søster, Leonora, som er kulturattaché i Bonn, men samtidig arbejder for Stasi, presser Ingrids søn, Martin, til at arbejde som spion, fordi det vil hjælpe hans mor til at komme frem i køen for transplantationer. Martin har en stor ydre lighed med Moritz Stamm, som skal tiltræde som adjudant for general Edel, der er tilknyttet NATO. Stasi myrder Stamm, således at Martin kan indtage hans plads. Inden Martin indtager sin nye stilling, når han imidlertid at gøre sin kæreste, Annett, gravid.
Edel har store bekymringer vedrørende sin søn, Alex, der er løjtnant i hæren, men er blevet fascineret af den tyske fredsbevægelse og i opposition til faderen. Da Martin hjælper sin overordnede med at "bringe sønnen til fornuft", får generalen stor tillid til ham. Det lykkes derfor Martin at affotografere hemmelige dokumenter, som belyser NATOs planer om at opstille Pershing II raketter i Vesttyskland. Martin bliver pålagt at gøre kur til NATOs chefanalytiker, Henrik Meyers sekretær med henblik på aflytning. Hun opdager imidlertid, at han er spion, og i sidste øjeblik lykkes det for Tobias Tischbier, der er professor ved universitetet i Bonn og Martins føringsofficer, at dræbe hende, inden hun afslører Martin. I stærk affekt over dette drab drikker Martin sig fuld og ender med at dyrke sex med Edels datter. Hans situation er derfor yderst kompliceret, da han som tak for veludført arbejde bliver bragt tilbage til DDR, hvor han skal være donor for sin nu døende mor. Stasi forsøger samtidig at hverve Meyer, fordi de har kompromitterende billeder af ham i intime situationer med den dræbte sekretær, men chefanalytikeren vælger at begå selvmord frem for at forråde den organisation, han er ansat i.
Martin har fået en opgave på vejen hjem, idet han skal aflevere en kaffedåse til en agent i Vestberlin. Agenten afhenter dåsen, som indeholder sprængstof, og sprænger en bygning på Kurfürstendamm i luften. Martin er chokeret over denne handling og forfølger agenten, som bliver indhentet i undergrundsbanen, hvor Martin dræber ham. Han når frem til Østberlin i sidste øjeblik og får fjernet den nyre, som sikrer, at moderen overlever. Han ønsker nu at blive i DDR hos sin kæreste og det barn, de venter, men Leonoras chef, Walter Schweppenstette, presser ham til at vende tilbage som spion, fordi nogle krypterede disketter, som Martin har sendt til Stasi viser, at USA planlægger et atomangreb mod Sovjetunionen. Dette er imidlertid et bedrag, idet dokumenterne er forfalskede; i virkeligheden viste de, at USA kun ville reagere, hvis Warszawapagten startede et angreb.
Det lykkes på denne baggrund at overbevise Martin og Annett, som viser sig at være meget patriotisk indstillet, om, at han kan bidrage til at undgå en amerikansk aggression, hvis han vender tilbage til posten som adjudant for general Edel. Han første opgave bliver at finde Alex, som har rømmet kasernen, indledt et homoseksuelt forhold til Tischbier og planlagt en gidseltagning af en amerikansk general. Det lykkes for Edels stabsofficer Kramer og Martin at afbryde gidseltagningen, men Kramer bliver dræbt af politiet, mens Martin og Alex lykkes at flygte i sidste øjeblik. Den amerikanske general afslører ikke Alex, fordi han blev overrasket i en intim situation med en prostitueret, som også blev dræbt under episoden.
Martin opdager under forberedelserne til Able Archer, at der blot er tale om en øvelse, der skal udgøre en test af NATO's procedurer. Da Tischbier ikke tror ham og derfor ikke vil give Østberlin denne information, afslører Martin sig selv over for general Edel og giver denne koden til Stasi. Edel beordrer ham imidleritid arresteret, men det lykkes alligevel Martin at flygte til DDR, hvor han opsøger Stasis hovedkvarter. Det afsløres nu, at det er Schweppenstette, der har forfalsket dokumenterne, for at fremprovokere et sovjetisk atomangreb, og det lykkes i sidste øjeblik at standse den sovjetiske mobilisering af et first strike mod Vesteuropa. Martin genforenes med sin mor og Annett i slutningen af sidste afsnit, hvor Alex samtidig bliver orienteret om, at Tischbier muligvis har smittet ham med HIV. General Edel går ind i sit hus, hvor Alex også befinder sig; et skud kan høres.

## Medvirkende
- Jonas Nay som Martin Rauch / dæknavn Moritz Stamm, kodenavn Kolibri, adjudant for General Edel.
- Maria Schrader som Lenora Rauch,[10] Martins moster, som engagerer ham til at arbejde for Stasi. Hun er kulturattaché på den Østtyske amassade i Bonn.
- Ulrich Noethen som general Wolfgang Edel, Martins chef i Bundeswehr.
- Sylvester Groth som Walter Schweppenstette, Lenora boss på ambassaden.
- Sonja Gerhardt som Annett Schneider, Martins gravide kæreste, som bor i Kleinmachnow, DDR.[11]
- Ludwig Trepte som Alex Edel, General Edels søn.
- Alexander Beyer som Tobias Tischbier, en professor ved univeristetet i Bonn og Martins føringsofficer
- Lisa Tomaschewsky som Yvonne Edel, general Edels datter, der er medlem af Bhagwan Shree Rajneesh kulten.
- Carina Wiese som Ingrid Rauch, Martins mor, der også bor i Kleinmachnow.
- Godehard Giese som Karl Kramer, en anden østtysk spion ansat på militærbasen i Braunschweig.
- Errol Trotman Harewood som general Arnold Jackson, der arbejder sammen med general Edel vedrørende udviklingen af Pershing II missiler.
- Nikola Kastner som Linda Seiler, sekretær for NATO's chefanalytiker Henrik Mayer spillet af Jens Albinus.